# …on the Radio (Remember the Days)
„…on the Radio (Remember the Days)“ je čtvrtý singl z první desky Nelly Furtado, Whoa, Nelly! V originále se píseň jmenovala „Shit on the Radio (Remember the Days)“, ale slovo „shit“ bylo postupně vypípáno a nakonec i odstraněno z názvu písně.
Po dvou úspěšných singlech měla být tato píseň dalším hitem, ale nestalo se tak a do Billboard Hot 100 se ani neprobojovala. Touto písní začal řetězec neúspěchů Nelly Furtado na americké půdě, který ukončila až v roce 2006 písní „Promiscuous“.
Furtado tuto píseň napsala za jedno sezení, kdy se cítila v nejistotě a snažila se skrývat svou touhu prorazit v hudbě. Řekla: „Chtěla jsem zůstat v klidu, ale proč bych to nezkusila? Proč nemůžu být sama sebou? Dělat hudbu je velký krok a velká věc, ale ať se stane cokoliv, vždy bude hudba to, co má každý rád.“

## Seznam skladeb
1. „…on the Radio (Remember the Days)“ (album version)
2. „…on the Radio (Remember the Days)“ (clean version)
3. „Turn Off the Light“ (remix)
4. „Turn Off the Light“ (Decibel's After Midnight mix)

## Umístění v hitparádách
| Hitpadáda          | Umístění |
| ------------------ | -------- |
| Mexiko             | 3        |
| Nový Zéland        | 5        |
| Nizozemsko         | 7        |
| Kanada             | 14       |
| Filipíny           | 16       |
| Spojené království | 18       |
| Lotyšsko           | 40       |
| Austrálie          | 53       |
| Německo            | 67       |